# Chalchuapa
Chalchuapa (cuyo nombre proviene del idioma náhuat y significa 'río de jade' o 'donde abunda el jade') es una ciudad y distrito del municipio de Santa Ana Oeste en el departamento de Santa Ana, en la zona occidental de El Salvador, a 13 km al oeste de la ciudad de Santa Ana y a 78 km de San Salvador. Con una elevación de 720 m s. n. m., tiene una extensión territorial de 165.58 km². El tipo de suelo dominante es el rural con el 98% (162.27 km²) y el área urbana municipal con el 2% (3.31 km²).
| Censo | Población | Cambio | Porcentaje |
| ----- | --------- | ------ | ---------- |
| 2007  | 74 038    | N/D    | N/D        |
| 2024  | 74 025    | -13    | -0.01%     |

## Toponimia

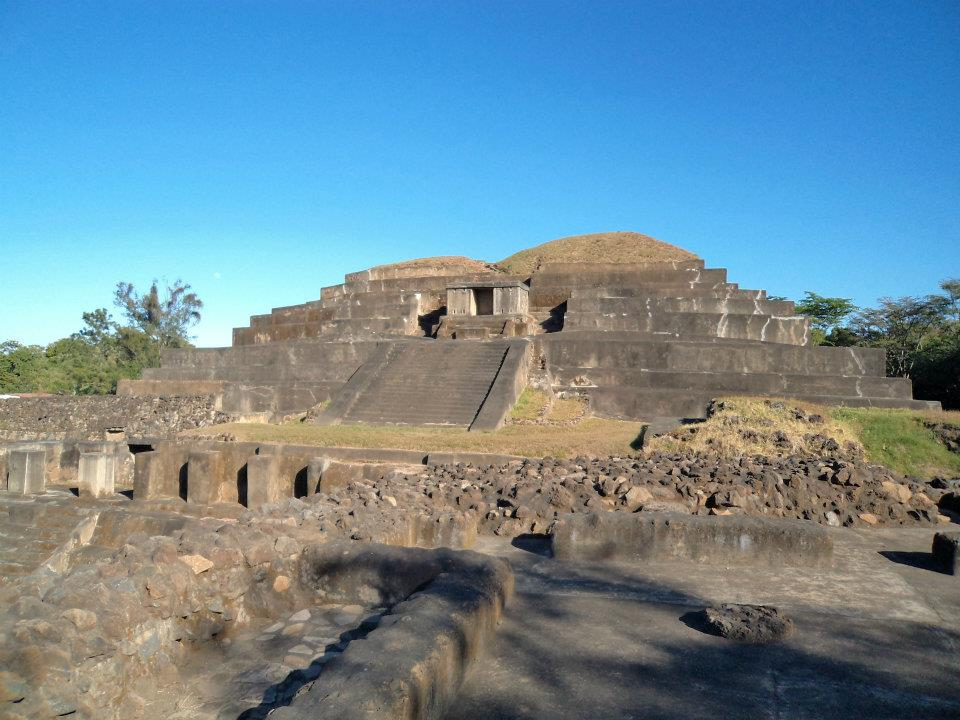

El nombre Chalchuapa proviene del náhuat. Está compuesto de las raíces Chalch, apócope de chalchihuit que significa jade, hua, significando posesión en abundancia, y pa, sufijo locativo.

## Geografía física

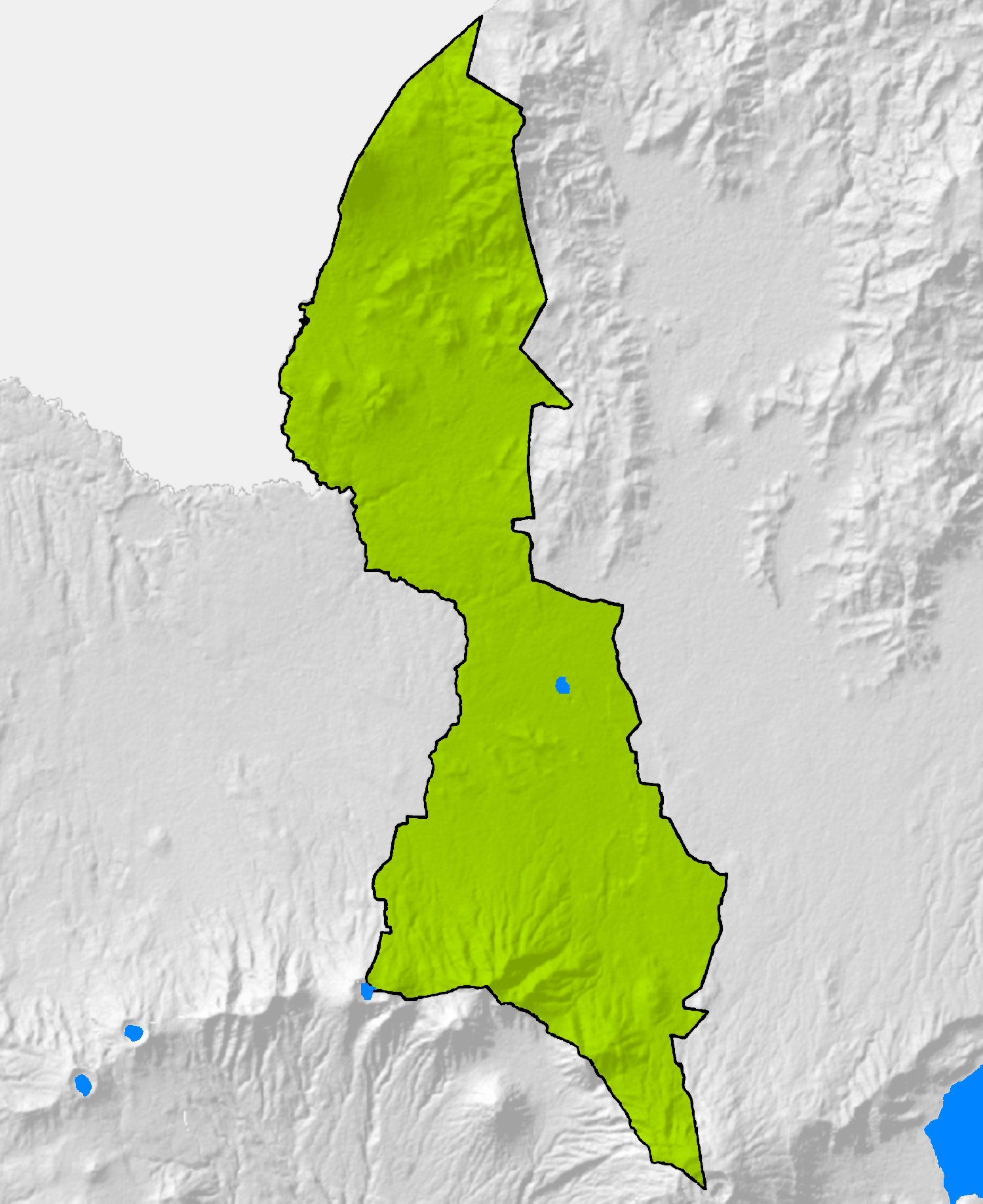
Mapa de relieve del municipio de Chalchuapa, Santa Ana, El Salvador.

Limita al norte con el departamento de Jutiapa, Guatemala; al este, con los municipios de Candelaria de la Frontera, El Porvenir, San Sebastián Salitrillo y Santa Ana; al sur con Nahuizalco y Juayúa (ambos del departamento de Sonsonate); y al oeste con San Lorenzo, Atiquizaya y El Refugio (todos pertenecientes al departamento de Ahuachapán). Se encuentra ubicado entre los 14˚09’25” y los y 13˚50’56” de latitud norte, y entre los 89˚37’16” y 89˚44’47” de longitud oeste.
La ciudad de Chalchuapa está asentada en el valle central del municipio. La parte norte y sur son bastante montañosas, con una serie de cerros, entre los que se destaca el de la Olla, el Chucamitepeque, el Divisadero, El Pital, Mala Cara y el volcán Chingo en la frontera con Guatemala; la región meridional tiene alturas superiores a 1800 m s. n. m. en los Cerros de Las Ranas, El Águila, Las Cruces y Ayeco.

## Historia

### Época prehispánica
Sedimentos provenientes de la Laguna Cuzcachapa, muestran que para alrededor del 2000 a. C. por primera vez ocurre una disminución de árboles y un aumento en la aparición de polen de maíz debido al comienzo de la agricultura. Posteriormente, alrededor del 1,500 a. C., se evidencia que además de la siembra de maíz, hay una tala de bosques, quema de material orgánico y una erosión incrementada, lo que evidencia el comienzo de la sedentarización de las poblaciones.
Para alrededor del 1,200 a. C. hay evidencia de cerámica en la ribera norte de la laguna Cuzcachapa y en el sitio arqueológico El Trapiche; lo que se conoce arqueologicamente como fase Tok, y con lo que da inicio el período preclásico temprano (1200 a. C. a 900 a. C.). Esta cerámica, es muy parecida a la de Chiapas y la costa pacífica de Guatemala, lo que apoya la interpretación de que estos primeros habitantes procedían de la región del litoral pacífico (entre Chiapas y Guatemala), y que probablemente eran hablantes de alguna lengua Zoque y practicantes de la cultura Mokaya. Estos primeros habitantes se verían influenciados por la cultura olmeca, sobre todo en el preclásico medio (900 a. C.-650 a. C.) que es cuando comienza a edificarse el centro ceremonial de El Trapiche con la construcción de la pirámide principal (la estructura E3-1).
A partir del período preclásico tardío (650 a. C. a 200 d. C.), Chalchuapa fue habitada por grupos mayas, muy probablemente hablantes de una lengua del grupo cholano (al que pertenece el chortí) ya que a ese grupo pertenecía la lengua hablada en Kaminaljuyú, que era el sitio que tenía gran influencia en el área; asimismo, durante esta época, el centro ceremonial se extendería hasta el sitio de Casa Blanca, y comenzaría a elaborarse la cerámica Usulután que se convertiría en uno de los principales utensilios de la época.
Con el inicio del período clásico (200 a 600 d. C.), serían abandonados El Trapiche y Casa Blanca (este último hasta el inicio del clásico tardío, 600 a 900) y el centro ceremonial se trasladaría al Tazumal, donde se construiriría la pirámide principal (la estructura B1-1). A la vez que la población se vería influenciada por Teotihuacán y Copán; esta última ejercería una gran influencia en la población durante el clásico tardío, como se observa en la presencia de la cerámica Copador, y más aún en un frasco hallado en la tumba 22 de Tazumal que fue dedicado al duodécimo gobernante de Copán K’ahk’ Uti’ Witz’ K’awiil (también conocido como Chan Imix Kʼawiil o Humo Jaguar, quien gobernó del 8 de febrero del 628 d. C. al 18 de junio del 695 d. C.).
En el período posclásico temprano (900 a 1200), luego del colapso maya, sería ocupada por grupos probablemente nahuas, que recibirían influencia de Tula; en esa época se ampliaría el centro ceremonial hasta la zona de la laguna seca, y se añadirían más estructuras a Tazumal (la estructura B1-2, el juego de pelota, y otras dos estructuras que ya no existen). 
A inicios del posclásico tardío (1200 a 1524), sería ocupada por grupos pipiles y mayas pokomames. Tazumal sería abandonado, y la población se movería hacia cerca del centro de la localidad actual; y pasaría a ser uno de los altépetl o provincias del Señorío de Cuzcatlán. En la localidad, se establecerían sitios como Peñate y Pampe, que estaban constituidos por plazas rodeadas de estructuras alargadas (pertenecientes a un respectivo linaje de un calpulli) y estructuras ceremoniales pequeñas.

### Época colonial
Chalchuapa, junto con las demás poblaciones del Señorío de Cuzcatlán, sería conquistada y pacificada por los españoles en el año de 1528, cuando se estableció la segunda villa de San Salvador. Para 1532, según la Relación de Marroquín, Chalchuapa tenía como encomendero a Juan de Arevalo; contaba con unas 300 casas, lo que significa que tenía unos 1500 habitantes (con lo que se estima que para 1520, antes de la conquista, tenía unos 3000 habitantes); su altepétl o provincia abarcaba aproximadamente 62,53 km² (y también incluiría a Atiquizaya); y sus pobladores se dedicaban a cultivar maíz, cacao, algodón y producír ropa.
En el año de 1550, según la tasación de tributos llevada a cabo por el presidente de la Real audiencia de los Confines en Guatemala Alonso López de Cerrato, el pueblo tenía unos 350 habitantes. Más adelante, en 1569, el obispo de Guatemala Bernardino Villalpando consagraría la parroquia de la localidad a Santiago Apóstol, lo que llevaría a la concentración de la población alrededor de ella.
El 9 de mayo de 1586, fray Alonso Ponce, durante su visita a los conventos franciscanos entre México y Nicaragua en calidad de comisario general de la Orden de San Francisco, pasó por Chalchuapa (que llamo Chalchuapan) después de salir de Ahuachapán y pasar por Atiquizaya. Según el fraile, el pueblo era grande y en el ya residía un clérigo. Describió que en el pueblo había muchos jícaros y que el labrado de las jícaras para hacer escudillas, cazuelas, tazas y otros vasos usados para consumir el chocolate y otras bebidas de cacao era el trabajo común de indios, negros y aun de españoles pobres. Estas jícaras convertidas en utensilios y pintados eran vendidas a precios caros y llevadas hasta México y otras partes de Nueva España. Tras detenerse un tiempo en el pueblo, el fraile prosiguió a Santa Ana.
De acuerdo a la relación geográfica hecha en 1740 por el alcalde mayor de San Salvador, Manuel de Gálvez Corral, el pueblo de Santiago Chalchuapan tenía una población de 340 indios y 225 ladinos, mulatos y mestizos, y soldados de dos compañías de socorro para las costas. Tenía abundantes cosechas de maíz, frijoles, algodón y crianza de gallinas.

### Pos-independencia
El municipio de Chalchuapa formó parte del departamento de Sonsonate. Por estar situada en la ruta que conduce de Guatemala a San Salvador, el pueblo fue ocupada por tropas varias veces. 
El 14 de julio de 1827, el ejército federal al mando del general Manuel José Arce invadió el territorio salvadoreño y ocupó la plaza de Chalchuapa. El 19 de octubre, el ejército federal acantonado en Chalchuapa sufrió la deserción de las tropas santanecas y sonsonatecas, y tras este suceso, evacuaron la plaza.
El 29 de enero de 1828, el ejército federal, a las órdenes del brigadier Manuel de Arzú, invadió el territorio por tercera vez con 3000 soldados y ocupó la plaza de Chalchuapa sin resistencia. En marzo, a las siete de la mañana, 3000 soldados salvadoreños a las órdenes del general Rafael Merino atacaron el ejército federal en Chalchuapa.
En 1830, la población sufrió una epidemia de viruela, y en 1837 sufrió una epidemia de cólera morbus.
En el informe de mejoras materiales del departamento de Sonsonate hecho por el gobernador Teodoro Moreno el 21 de junio de 1854, notó: "Se ignora el estado de sus obras a causa de no haber remitido su informe el Sr. Alcalde 1º, a quien se le declaró incurso en la multa de 10 pesos, sin perjuicio de remitirlo dentro de ocho días."
En el informe del 6 de septiembre el gobernador Tomás Medina, notó: "Se han empedrado ciento y tantas varas en la parte de Barranca Honda que corresponde a la jurisdicción de dicho pueblo, habiéndole dado ocho varas de ancho. Se han compuesto los caminos nombrados Tres-Ceibas y los demás que le corresponden."
En el informe del 12 de octubre, el gobernador Tomás Medina, notó: "Se concluyó el empedrado que le corresponde de la Barranca Honda."
Durante la administración del senador presidente José María Peralta, se le confirió el título de villa por acuerdo legislativo del 11 de febrero de 1859.
En el informe del gobernador del departamento de Santa Ana, Teodoro Moreno, hecho el 31 de diciembre de 1858, se informó que se había concluido un puente de mampostería de 30 varas de largo y 7 de ancho sobre el río San Juan en el camino de Guatemala y que solo faltaba que se concluya la apertura de la calle para que se transite por él.
El alcalde electo para el año de 1863 era el señor don Eligio Escobar.
En 1867, el sector agrícola del municipio produjo 1,540 quintales de café (procedentes de 132 fincas de café), 1,028 quintales de mascabado, 337 quintales de tabaco y 4,053 arrobas de azúcar.
Durante la administración del presidente Rafael Zaldívar, se le confirió el título de ciudad por decreto legislativo del 15 de febrero de 1878.
El 29 de diciembre de 1896, la Cartera de Beneficencia de la Secretaría de Hacienda y Crédito Público, Fomento y Justicia aprueba los Estatutos del Hospital de Chalchuapa hechos el 21 de diciembre por el presidente del nuevo establecimiento, Julián Carazo, y sus socios.

## Demografía
Actualmente (2024) cuenta con una población de 74.025 habitantes, de las cuales 34.709 son hombres y 39.316 son mujeres, según el Banco Central de Reserva.

## Política

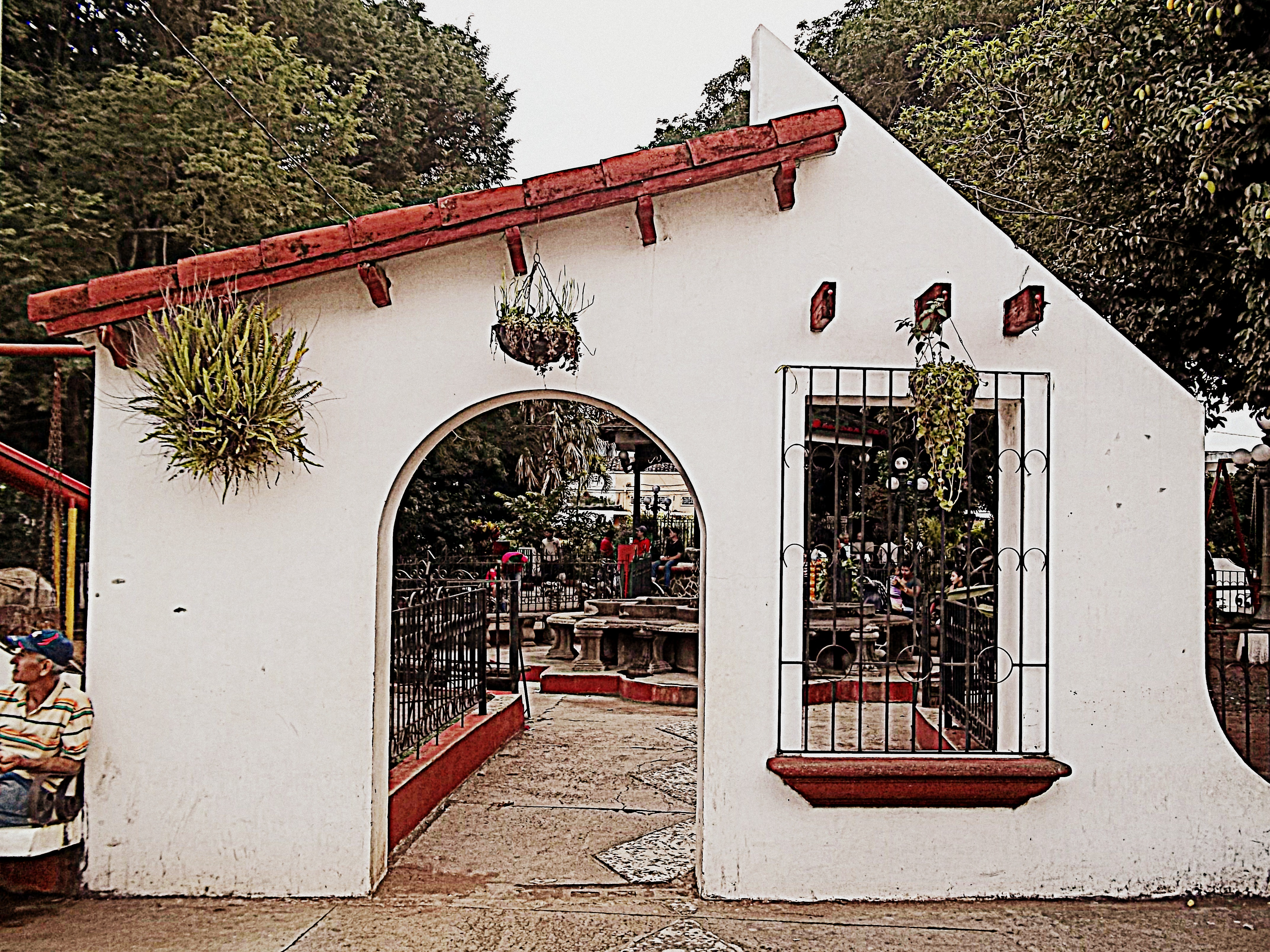

Su alcalde municipal actual es el ingeniero Jorge Morán.

## Economía
Los habitantes del distrito de Chalchuapa viven principalmente de actividades agrícolas y del comercio. Los cultivos de mayor importancia son el café, granos básicos, caña de azúcar, pastos y frutas cítricas. Se practica la crianza de ganado vacuno, porcino y de aves de corral. 
Las industrias más importantes son: el beneficio de café, el cual se lleva a cabo en los centros beneficiadores: EL Tazumal, Las Victorias, Cuscachapa y San Ignacio; la azucarera, para la cual se cuenta con el ingenio de la Magdalena; fábricas de ropa, calzado, productos lácteos, tubos de cemento y otros materiales de construcción. 
El comercio es muy activo, debido a que la comprensión municipal es limítrofe con la república de Guatemala. 

## Transportes
La ciudad de Chalchuapa se comunica por carreteras pavimentadas, con las poblaciones de Atiquizaya, Turín, Ahuachapán, San Sebastián Salitrillo y Santa Ana; por carretera de tierra, con poblaciones como El Porvenir. Caminos vecinales enlazan la cabecera municipal con Cantonés y caseríos.
Las calles son pavimentadas, adoquinadas, empedradas y de tierra, las más importantes son la calle General Ramón Flores y avenida 2 de abril.

## Patrimonio y arqueología

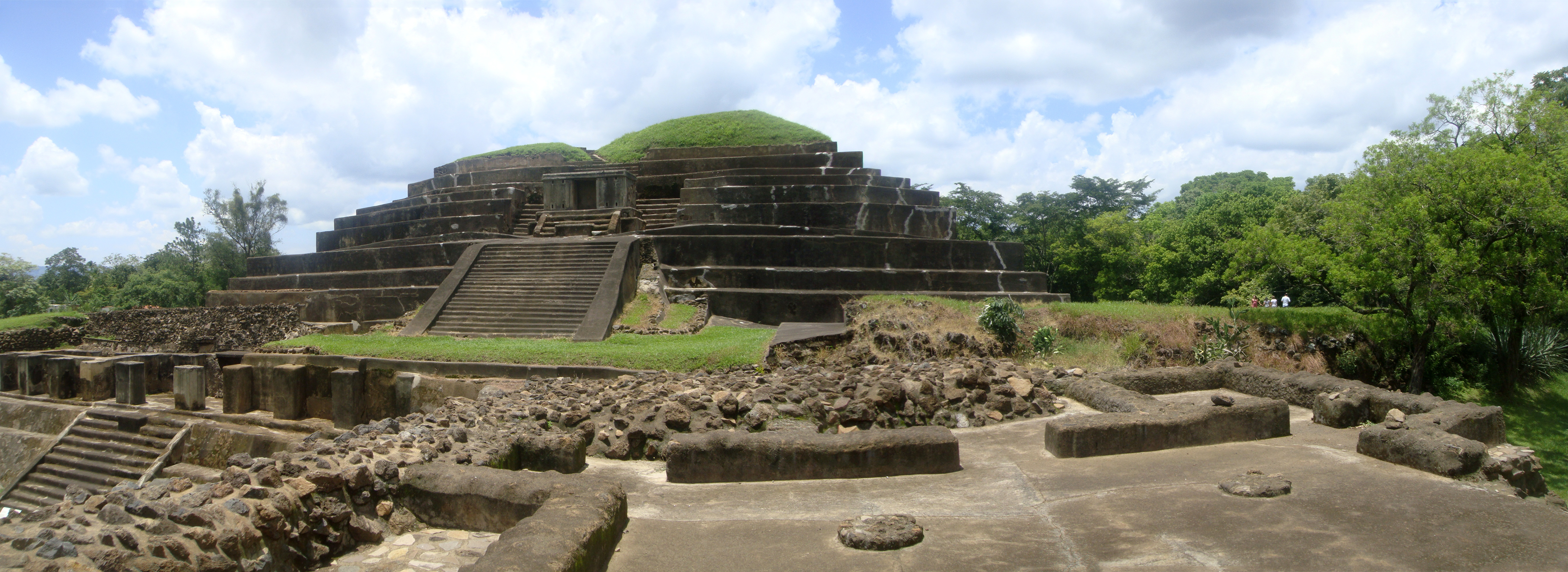
Ruinas del Tazumal, Chalchuapa. El asentamiento precolombino más importante de El Salvador

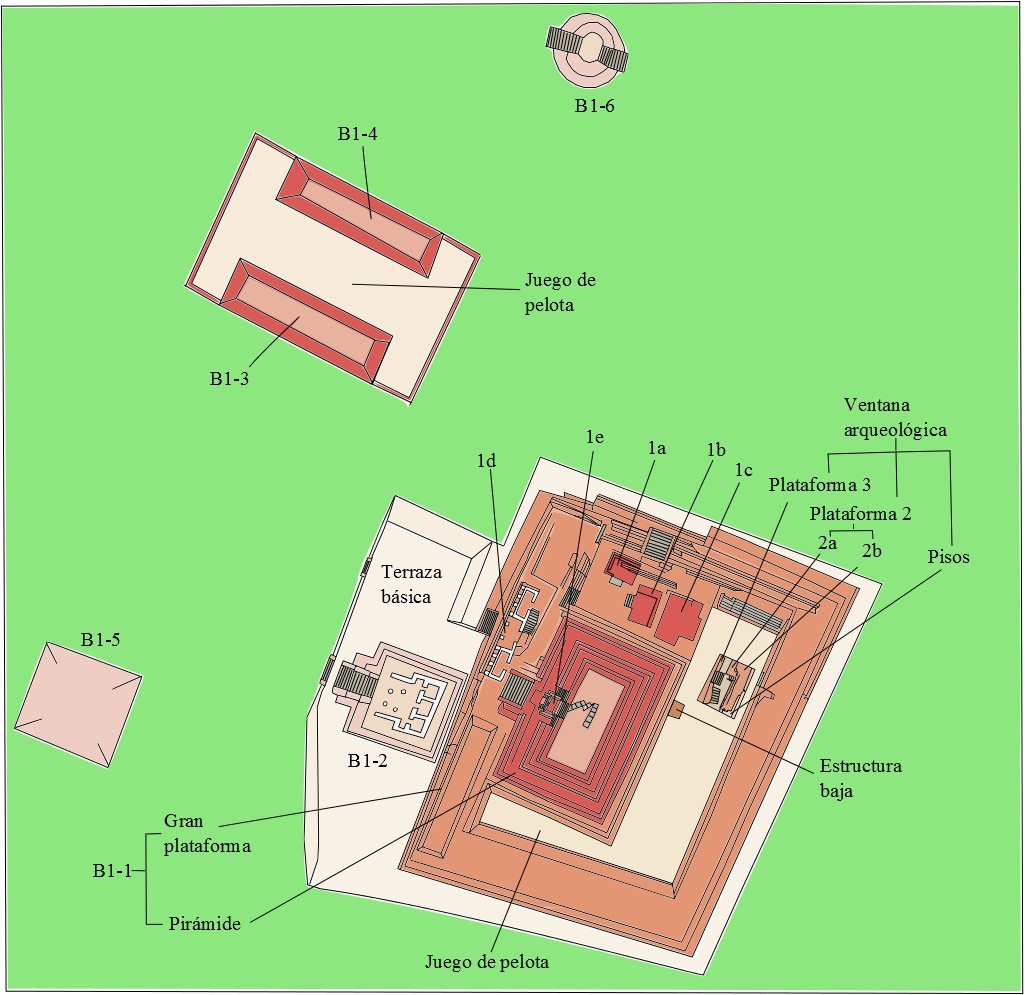
Estructuras de Tazumal

Chalchuapa cuenta con un patrimonio cultural que data desde la época prehispánica. La arquitectura colonial se observa en la parroquia de Santiago Apóstol, la cual posee una estatua del apóstol Santiago el mayor, que data aproximadamente de 350 años de antigüedad; y también tiene un museo de arte religioso donde se pueden admirar verdaderas joyas de orfebrería y escultura, así como documentos históricos de esta ciudad.
La ocupación prehispánica de la ciudad se observa en sitios como Tazumal, Casa Blanca, El Trapiche, Las Victorias, Peñate, Laguna Seca y Laguna Cuzcachapa, entre otros, que muestran que la ciudad atravesó todos los períodos de la época precolombina, siendo por ende una de las poblaciones con ocupación humana más antigua y continua en El Salvador. Por ello, en los alrededores del territorio chalchuapaneco afloran a la superficie los vestigios materiales de estos antiguos grupos que habitaron la zona; entre estos se han encontrado piezas de cerámica, grabados, piedras talladas, jade y obsidiana.

### Sitios Arqueológicos
Las investigaciones arqueológicas han demostrado que la actual ciudad de Chalchuapa tiene por lo menos 3200 años de ocupación humana continua. El registro de este largo pasado incluye una amplia variedad de rasgos arqueológicos, incluyendo varios grupos de arquitectura monumental relacionados con diferentes períodos de la prehistoria de la comunidad. Tres de estos grupos están actualmente protegidos, incluyendo los dos del período preclásico tardío (400 a. C. - 200 d. C.) de El Trapiche y Casa Blanca; y el del clásico al postclásico temprano del Tazumal (200 - 1200 d. C.). Entre los monumentos prehispánicos destacan: dos esculturas olmecas datadas para el preclásico medio (900 a. C. a 650 a. C.), que son los ejemplos más meridionales conocidos en Mesoamérica de es cultura; dos pedazos de estelas mayas (uno donde se puede leer el símbolo de un uinal, un mes maya; y la otra donde se lee la fecha 7 baktún, que corresponde a un ciclo de 394 años), datados para el preclásico tardío y que fueron encontrados en El Trapiche; una estela maya completa encontrada en Tazumal, conocida popularmente como la virgen de Tazumal, pero que en realidad retrata de frente a un gobernante y que sería del clásico tardío; dos Chac mool, similar a los encontrados en Tula (capital de la cultura Tolteca) fechados para el posclásico temprano y que fueron encontrados en Tazumal; y una estatua de la deidad nahua Xipe Totec del posclásico temprano y que procedería de la laguna seca. Por otro lado, la localidad posee también importantes ejemplos de arquitectura de los períodos colonial y republicano.
Los yacimientos arqueológicos más destacados de la época prehispánica son:
| Sitio             | Ocupación principal                                |
| ----------------- | -------------------------------------------------- |
| Laguna Cuzcachapa | Secuencia estratificada de 1,200 a.c. a 1524 d. C. |
| El Trapiche       | Período preclásico                                 |
| Bolinas           | Período preclásico                                 |
| Las Victorias     | Período preclásico                                 |
| Casa Blanca       | Período preclásico tardío y clásico tardío         |
| Tazumal           | Período clásico a posclásico temprano              |
| Amulunga          | Período clásico                                    |
| Nuevo Tazumal     | Período posclásico temprano                        |
| Laguna Seca       | Período posclásico temprano                        |
| Peñate            | Período posclásico tardío                          |

### Fases culturales
Para un mejor entendimiento de la evolución cultural de las poblaciones prehispánicas de Chalchuapa, se han dividido los distintos rasgos y características culturales que se van dando en el transcurso del tiempo, principalmente en lo que respecta a la alfarería, en distintas fases sucesivas. Estas fases y sus respectivos grupos de cerámica son:
| Período             | Fase                     | Rango de fechas         | Grupos de cerámica |
| ------------------- | ------------------------ | ----------------------- | --- |
| Preclásico temprano | Tok                      | 1,200 a. C. a 900 a. C. | Sacacoyo, Cinquera, Ataco, El Congo, Macanse, Lamatepeque, Jocote                                                                |
| Preclásico medio    | Colos                    | 900 a. C. a 650 a. C.   | Jerónimo, Coquiama, Cutumay, El Congo, Macanse, Lamatepeque, Jocote                                                              |
| Preclásico medio    | Kal                      | 650 a. C. a 400 a. C.   | Lolotique, Jinuapa, Masahuat, Cuitapan, Puxtla, Savana, Guaymango, Cara Sucia                                                    |
| Preclásico tardío   | Chul                     | 400 a. C. a 200 a. C.   | Jicalapa, Santa Tecla, Olocuilta, Pinos, Nohualco, Guaymango, Cara Sucia                                                         |
| Preclásico tardío   | Caynac (faceta temprana) | 200 a. C. a 1 d. C.     | Izalco, Mizata, Olocuilta, Santa Tecla, Pinos, Aguacate, Topozoco (todas ellas en ambas facetas), Tepecoyo, Cara Sucia, Nohualco |
| Preclásico tardío   | Caynac (faceta tardía)   | 1 d. C. a 200 d. C.     | Soyapango, Pajonal, Finquita |
| Clásico temprano    | Vec                      | 200 d. C. a 400 d. C.   | Huiscoyol, Chilanga, Chiquihuat, Guazapa, Aguacate, Pajonal, Finquita, Topozoco                                                  |
| Clásico temprano    | Xocco                    | 400 d. C. a 650 d. C.   | Chapia, Tapalhuaca Gualpopa, Ayutux, Chiquihuat, Guazapa                                                                         |
| Clásico tardío      | Payu                     | 650 d. C. a 900 d. C.   | Copador, Arambala, Tepeto, Jujutla, Cozatol, Gualpopa, Chiquihuat, Ayutux, Guazapa, Plomiza San Juan, Machacal, Campana, Nicoya  |
| Posclásico temprano | Matzin                   | 900 d. C. a 1200 d. C.  | Nunuapa, Metayate, Guajoyo, Chuquezate, Jujutla, Plomiza Tohil, Nicoya, Altar                                                    |
| Posclásico tardío   | Ahal                     | 1200 d. C. a 1524 d. C. | Joateca, Marihua, Chinautla, Chuquezate, Guajoyo                                                                                 |

## División administrativa

### Cantones
Para su mejor administración, el territorio se divide en 20 cantones y 57 caseríos, siendo los cantones los siguientes:
- Cantón Ayutepeque
- Cantón Buenos Aires
- Cantón El Arado
- Cantón El Duraznillo
- Cantón El Coco
- Cantón El Cuje
- Cantón El Paste
- Cantón El Tanque
- Cantón El Zacamil
- Cantón Galeano
- Cantón Santa Rosa Guachipilín
- Cantón La Libertad
- Cantón La Magdalena
- Cantón Las Cruces
- Cantón Las Flores
- Cantón Ojo de Agua
- Cantón Piedra Rajada
- Cantón Porvenir Jocotillo
- Cantón San José
- Cantón San Sebastián Las Iguanas

### Barrios
La cabecera del distrito se divide en los barrios de: Apaneca, Las Ánimas, Santa Cruz, y San Sebastián.

## Cultura
La ciudad cuenta con distintos lugares recreativos tales como la cancha 20-30, el Estadio Progreso popularmente conocido como "El Modelo", así como restaurantes.

### Escultismo
Chalchuapa tiene 1 grupo afiliado a la Asociación de Scouts de El Salvador, ligada a la Organización Mundial del Movimiento Scout, el Grupo Scout Tazumal #97 fue fundado en enero de 1970 y a la fecha tiene la unidad de scouts y clan de rovers más numerosa de occidente y de todo El Salvador, con 8 patrullas y 40 miembros de clan respectivamente. 